# 아호로
아호로(Aho-ro)는 대한민국 경상북도 포항시 북구 학산동에서 항구동을 거쳐 연결하는 도로이다.

## 노선 경로
- 삼거리 명칭 미상
  - 새천년대로
- 사거리 명칭 미상
  - 아호로5번길, 학전로
- 사거리 명칭 미상
  - 삼호로